# György Péter
György Péter (Budapest, 1954. július 18. –) magyar esztéta, médiakutató, egyetemi tanár. Az ELTE Művészetelméleti és Médiakutatási Intézetének igazgatója, a Média és Kommunikáció tanszék tanára.

## Életpályája
Szülei: apja György Lajos kutatóorvos, keresztény zsidó; anyja Weiner Anna általános iskolai, majd főiskolai tanár volt. Szegeden kezdte egyetemi tanulmányait, majd 1979-ben az Eötvös Loránd Tudományegyetemen végzett magyar–történelem–esztétika szakon. 1980 óta oktat itt esztétikát és médiát. 
1985-ben egyetemi doktori fokozatot szerzett. 1990 óta a Képzőművészeti Főiskola címzetes egyetemi tanára. 1995-ben PhD fokozatot szerzett. 2000 óta a Media Center igazgatója. 
Tanított New Yorkban (New School for Social Research), Londonban, Manchesterben, Krakkóban is. Tudományos fokozatai: egyetemi doktori fokozat (esztétika, 1986), PhD (esztétika, 1995), DSc (filozófia, 2006).
Kutatási területe a 20–21. századi magyar művészettörténet – különös tekintettel az avantgárdra –, a kortárs művészet elmélete és gyakorlata, illetve az új média kulturális összefüggései.
Több száz kritikája jelent meg napi-, heti- és havilapokban, illetve kb. 10 angol nyelvű publikációja a Philosophy and Social Criticism, Journal of Aesthetics and Art Criticism, Public Research és a University of California Press nevű külföldi lapokban. Számos külföldi konferencián vett részt (Londonban, New Yorkban, Ljubljanában, Firenzében stb.), tagja a MÚOSZ-nak, továbbá az American Society for Aesthetics és az IPI (International Press Institute) szervezeteknek.

## Magánélete
1982-ben házasságot kötött Neményi Máriával. Egy lányuk született: Eszter (1982).

## Művei
- György Péter–Pataki Gábor: Az Európai Iskola és az Elvont Művészek Csoportja; Corvina, Budapest, 1990
- Sztálinizmus a képzőművészetben (ed.– Turai Hedviggel, angolul, németül) (1991)
- Az utánzatok városa (1992)
- Az elsüllyedt sziget (1992)
- A művészet katonái. Sztálinizmus és kultúra; szerk. György Péter, Turai Hedvig; Corvina, Budapest, 1992
- György Péter–ifj. Durkó Zsolt: Utánzatok városa – Budapest; Cserépfalvi, Budapest, 1993
- Levél a Mesterhez (esszék, 1994)
- Művészet és média találkozása a boncasztalon. Művészeti tanulmányok a művészet (története) után; Kulturtrade, Budapest, 1995
- Az ó-új világ (esszék, 1997) Magvető Kiadó
- Digitális Éden (1998) Magvető Kiadó
- Gedő Ilka művészete (1921-1985) György Péter-Pataki Gábor, Szabó Júlia és Mészáros F. István tanulmányai /The Art of Ilka Gedő (1921-1985) Studies by Péter György-Gábor Pataki, Júlia Szabó and F. István Mészáros/ Új Művészet Kiadó, Budapest, 1997
- Néma hagyomány. Kollektív felejtés és a kései múltértelmezés. 1956 1989-ben. A régmúlttól az örökségig; Magvető, Budapest, 2000
- Memex: A könyvbe zárt tudás a 21. században (2002) Magvető Kiadó
- Az eltörölt hely – a Múzeum. A múzeumok átváltozása a hálózati kultúra korában. New York, Természettörténeti Múzeum – egy példa; Magvető, Budapest, 2003
- Kádár köpönyege (2005)
- A hely szelleme (2007) Magvető Kiadó
- Spirit of the place. From Mauthausen to MoMA (A hely szelleme); CEU Press, Budapest–New York, 2008
- Mifelénk. Cikkek és tanulmányok, 2003–2008; Élet és Irodalom, Budapest, 2008
- A Kalinyingrád-paradigma. Múzeumföldrajz (2009) Magvető Kiadó
- Apám helyett (2011) Magvető Kiadó
- Állatkert Kolozsváron – Képzelt Erdély (2013) Magvető Kiadó
- Múzeum, a tanuló-ház. Múzeumelméleti esettanulmányok; Szépművészeti Múzeum, Budapest, 2013 (Múzeumcafé könyvek)
- A hatalom képzelete. Állami kultúra és művészet 1957 és 1980 között; Magvető, Budapest, 2014
- Az ismeretlen nyelv. A hatalom színrevitele; Magvető, Budapest, 2016
- Faustus Afrikában. Szerződés a valósággal; Magvető, Budapest, 2018
- Kitett képek. Kiállításkritikák; vál. Szikszai Károly, előszó Kürti Emese; Élet és Irodalom, Budapest, 2020
- A gyanútlanság vége. Tanulmányok, esszék, kritikák 2018–2022; Magvető, Budapest, 2022
- Lépcsőházi katarzis; Magvető, Budapest, 2024

## Díjai, kitüntetései
- A színikritikusok díja (1984)
- Széchenyi professzori ösztöndíj (1999–2002)
- A Szépírók Társaságának díja (Az eltörölt hely – a Múzeum című könyvéért, 2004)
- A Magyar Köztársasági Érdemrend tisztikeresztje (2008)
- Radnóti Miklós antirasszista díj (2008)
- Alföld-díj (2010)